# Nordisk Andelsforbund
Nordisk Andelsforbund (NAF) var en kooperativ organisation, bildad 1918 på svenskt initiativ av konsumtionsföreningarnas centralorganisationer i Danmark (FDB), Norge (NKL) och Sverige (Kooperativa Förbundet).
Från 1928 var även motsvarande organisationer i Finland, Centrallaget för Handelslagen i Finland (SOK) och Andelspartiaffären (nuv. Tradeka) anslutna. Man sysslade främst med gemensam import av kolonialvaror som kaffe, kryddor och frukt för de olika nationella kooperativa föreningarna samt import av Amerikanskt margarin. Huvudkontoret var beläget i Köpenhamn med ett avdelningskontor i London. Styrelseordförande var från 1933 Albin Johansson.